# خاماق المغول
خاماق المغول (بالمنغولية : Хамаг монгол أي «جميع المغول» بالصينية: 蒙兀國) كانت كونفدرالية مغولية كبيرة (خانليق) تشكلت على الهضبة المنغولية بالقرن الثاني عشر, اعتبرها بعض المؤرخين الكيان السلف للإمبراطورية المغولية.
تم تسجيل بما يعرف بأنه قوة غامضة صاعدة على الساحة للمغول لأول مرة في سجلات أسرة لياو الحاكمة لشمال الصين وشرق منغوليا، وذكرت بما يعرف باسم Khamag Mongol Uls. بعد سقوط مملكة لياو، لعبت تلك الكونفدرالية الصاعدة أدواراً مهمة على الساحة المغولية. فاحتلوا واحدة من أكثر الأراضي خصوبة في المنطقة، وهي أحواض نهر أونون ونهر خيرلين وتول في جبال خينتي. كانت تايشويد (السيريلية: Тайчууд) واحدة من ثلاثة قبائل أساسية في خانية خاماق المغول خلال القرن الثاني عشر وعاش شعبها في الجزء الجنوبي من زابيكالسكي كراي في سيبيريا. كانت زابيكالسكي كراي ومقاطعة خينتي المنغولية من أهم المناطق الأساسية في خانية خاماق المغول. تشكلت الكونفدرالية من ثلاثة قبائل رئيسية وهم خياد-بورجيجين وخالايير وتايشويد.
كان أول خان مسجل في التاريخ من خانات خاماق المغول هو قابول خان من عشيرة بورجيجين. نجح قابول خان في صد غزوات مملكة جين بقيادة الجورشن. وخلف قابول خان أمباجاي خان من تايشويد. تم القبض على أمباجاي من قبل خانية التتار وهو في الطريق لتزويج ابنته لقائدهم. سلمت خانية التتار أمباجاي إلى جين، التي أعدمته بقسوة. خلف أمباجاي هوتولا خان ، ابن قابول خان. اشتبك هوتولا خان مع التتار في 13 معركة في محاولة للحصول على الانتقام لمقتل أمباجاي خان.
لم تتمكن قبائل الخاماق من انتخاب خان بعد وفاة هوتولا خان. ومع ذلك، كان يوسغي بهادور حفيد قابول خان، زعيم قبيلة خياد، زعيما بحكم الأمر الواقع وحاكما فعليا لخاماق المغول. وُلد تيموجين ، -جنكيز خان لاحقا- ، في عائلة يوسغي كأول ابن يولد في ديليون بولدوغ التي تقع على الروافد العليا لنهر أونون في عام 1162.
عندما طلب توريل خان المساعدة من يوسغي، ليأخذ عرش خانية كيرايت، ساعده يوسغي على هزيمة إخوته وثبته على العرش في أوائل القرن الثاني عشر.
سمم يوسغي من قبل التتار في عام 1170 وبعد وقت قصير من وفاة يوسغي. بدأ خاماق المغول في التفكك بعد وفاة يوسغي في عام 1171. بدأت الفوضى السياسية بالظهور وحدث فراغ في السلطة وأدى ذلك إلى أزمات سياسية وتوترات بين القبائل حتى عام 1189 عندما تولّى تيموجين ابن يوسغي حكم الخانية. لم يمر وقت كبير حتى اندلعت الحرب بين القبائل المغولية الأخرى. نصبت القبائل المعادية والمنافسة لتيموجين صديق تيموجين الأقرب, جاموقا باسم جور-خان (أي : الحاكم العالمي) في 1201 بعد خيانته لتيموجين وتحوله إلى عدوه، لكن تيموجين هزم جاموقا بعدما أسس تحالف بين خاماق المغول وخانية كيرايت.
عندما رفض توريل خان ترسيخ التحالف مع خاماق، كادت حروب تيموجين مع عشائر كيرايت أن تدمره. لكن تيموجين سرعان ما تمكن من تجميع وتوحيد جميع العشائر على الهضبة المنغولية أخيرًا في عام 1206 ، عندها حصل على لقب جنكيز خان وبدأ عهد الإمبراطورية المغولية.

### قراءة معمقة
- Akademiiya nauk SSSR – History of the Mongolian People's Republic, Nauka Pub. House, Central Dept. of Oriental Literature, 1973
- Bat-Ochir Bold – Mongolian Nomadic Society, St. Martin's Press, 1999. (ردمك 0-312-22827-9)
- The New Encyclopædia Britannica, Encyclopædia Britannica, 1974: Macropaedia Me-Ne (ردمك 0-85229-290-2)
- László Lőrincz – Histoire de la Mongolie, Akadémiai Kiadó,the University of Michigan, 1984. (ردمك 963-05-3381-2)